# Rete geodetica

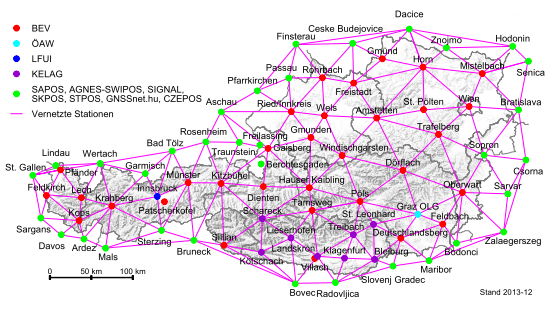
Rete geodetica nazionale del Servizio di Posizionamento Austrico (APOS)

Una rete geodetica (o, rete di rilevamento) rappresenta una disposizione di punti di rilevamento (detti, vertici della rete) correlati tra loro attraverso misurazioni. Essa costituisce una base per un datum geodetico necessario a operazioni di rilevamento, finalizzate alla rappresentazione grafica e numerica di un'area di interesse, più o meno ampia.
A seconda dell'inquadramento e delle dimensioni può essere: globale, nazionale o regionale e nello spazio a due (planimetrica) o tre dimensioni (plano-altimetrica). Inoltre, costituisce un indispensabile riferimento per la progettazione e realizzazione di opere di ingegneria civile, monitoraggio di deformazioni, ecc.

## Storia

### Italia

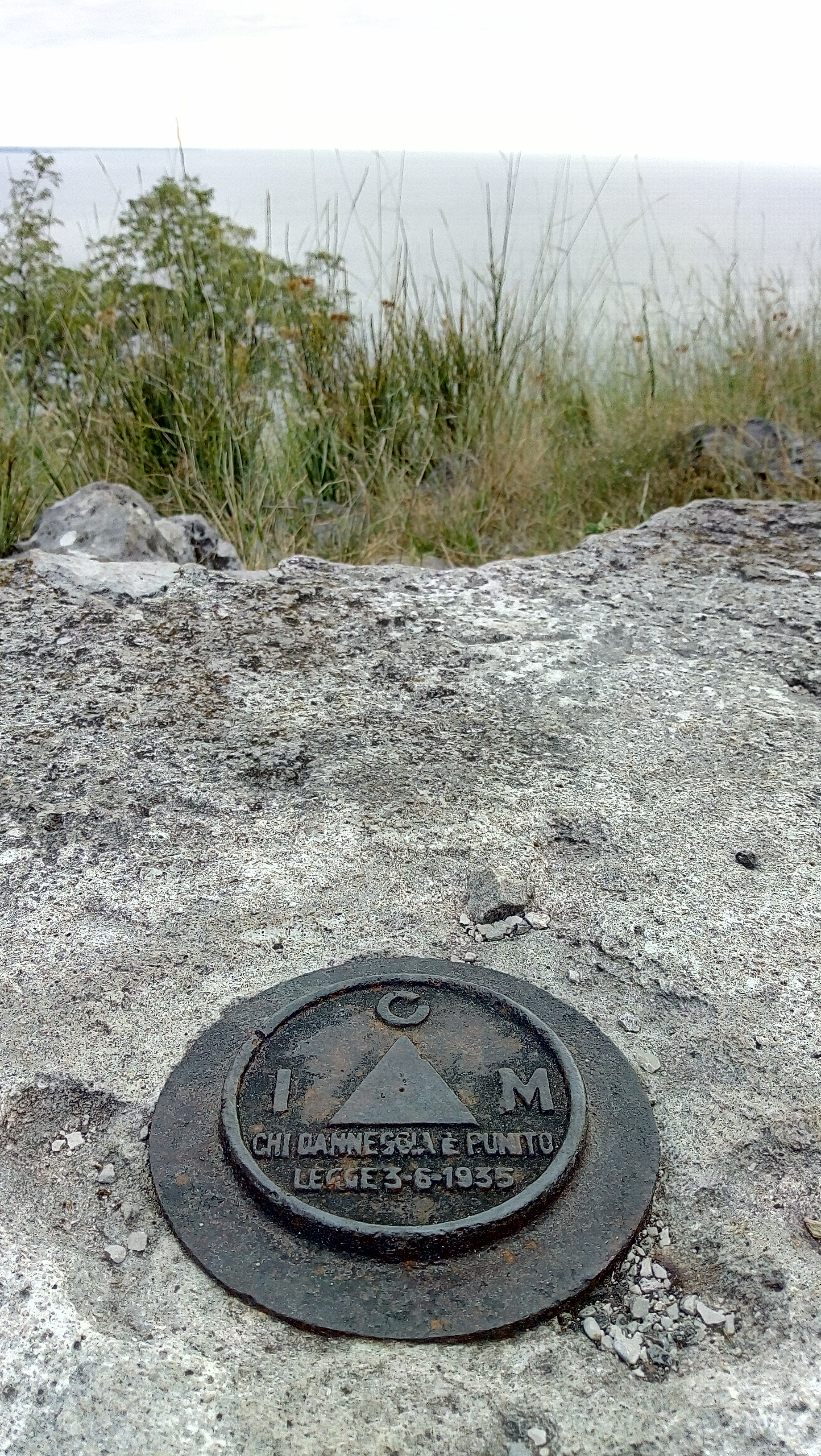
Punto geodetico IGM

La costruzione della rete trigonometrica classica nazionale iniziò con l’Unità d’Italia e si concluse nel 1919 a cura dell'Istituto Geografico Militare. Per praticità, furono istituite otto basi di triangolazione, sei sulla penisola (Somma Lombardo, Udine, Foggia, Lecce, Crati e Piombino), una in Sicilia (Catania) e una in Sardegna (Ozieri). Il calcolo del 1908-1919, per la determinazione del relativo sistema geodetico di riferimento, fu eseguito attraverso l'utilizzo dell'ellissoide internazionale di Bessel orientato a Genova. Nel 1940, a seguito dell'istituzione di un nuovo sistema geodetico denominato Roma40 con punto di emanazione a Monte Mario a Roma, vennero ricalcolate le nuove coordinate dei vertici.
Le rete trigonometrica classica, costituita da oltre 20 000 vertici è suddivisa in quattro ordini:
- primo ordine: rete fondamentale di inquadramento del territorio nazionale con triangoli di lati di lunghezza di 30–50 km.
- secondo ordine: rete costituita da ulteriori vertici disposti partendo dal centro dei triangoli formati dai vertici del primo ordine. I triangoli risultanti sono formati da due vertici del primo ordine, considerati privi di errore ed uno del secondo. La misurazione degli angoli è effettuata 12 reiterazioni.
- terzo e quarto ordine: ulteriori reti di raffittimento, composte da triangoli formati dai vertici degli ordini superiori e da quelli dell'ordine da integrare.[3]

I vertici dei primi due ordini sono contrassegnati con un pilastrino in calcestruzzo dotato di due centrini uno in sommità ed uno in profondità, mentre quelli dei due ordini inferiori, con un centrino a livello del piano campagna ed uno in profondità.
Nel 1995, l’IGM ha realizzato la rete geodetica statica IGM95 con oltre 2000 punti di inquadramento materializzati in luoghi più accessibili e georeferenziati attraverso sistema GNSS. Questa rete è caratterizzata da:
- 641 punti coincidenti con i vecchi trigonometrici;
- 423 punti con riattacchi a capisaldi di livellazione;
- 9 punti coincidenti con quelli delle rete europea EPN;
- 5 cm di accuratezza e maglie di 20 km.[2].

Tuttavia, la rete IGM95, che costituisce la componente italiana del sistema di riferimento geodetico ETRF89, coincidente con ITRF89 (indicato in maniera non del tutto corretta anche nei documenti IGM come WGS84) presenta alcune lacune di carattere interno, una delle quali derivava dal fatto che è stata dinamizzata solo in piccola parte e ciò non permetteva di stimare il campo velocità relativo ai punti materializzati. L'allineamento al nuovo frame ETRF2000 ha risolto quest'ultima problematica e si è ufficializzato con la materializzazione di 99 vertici della Rete Dinamica Nazionale (RDN) su stazioni GNSS permanenti distribuite in modo omogeneo sul territorio italiano e circa un paio in territorio estero ad una distanza di circa 100–200 km tra loro.

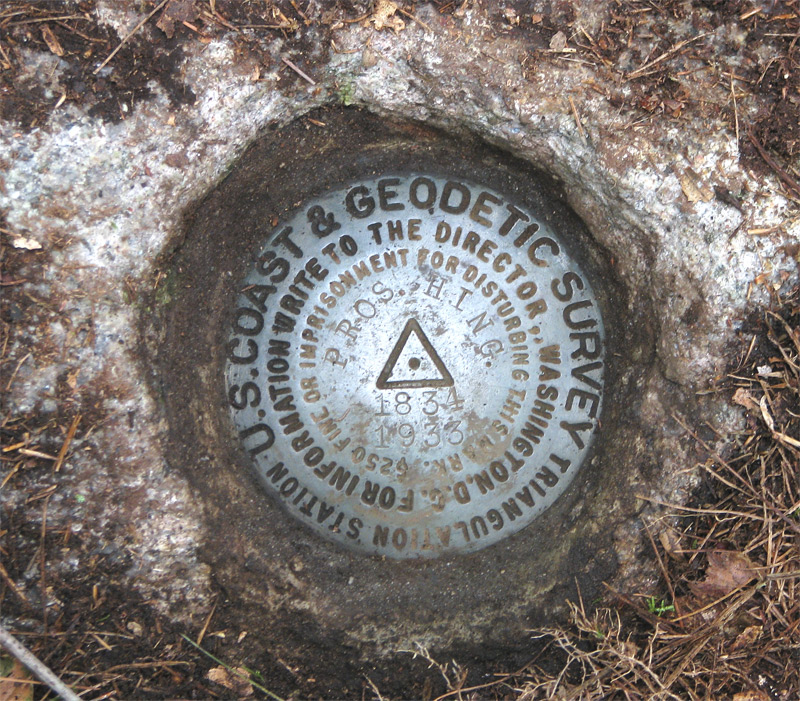
Vertice geodetico statunitense installato nel 1933

Negli anni successivi, enti regionali, hanno intrapreso operazioni locali di raffittimento della rete IGM95 con vertici da 7 km e 3 km.

### Stati Uniti
La rete statunitense, National Spatial Reference System (NSRS), gestita dal National Geodetic Survey (NGS) comprende oltre 1 500 000 punti contrassegnati in modo permanente.

## Tipologie
In base al calcolo, a partire dai punti costituenti:
- Reti di triangolazione: determinate da misurazioni di angoli rispetto ai punti adiacenti ad ogni punto. Le misurazioni sono pianificate in modo da creare triangoli tra i punti;
- Reti di trilaterazione: determinate dalle distanze dei triangoli formati dai i punti della rete;
- Reti altimetriche[7]: determinate solo dall'altezza dei punti di rilevamento, nella quale è sufficiente misurare le differenze di quota;
- Reti GPS: i vettori spaziali (vale a dire le differenze di coordinate negli assi x, y e z) tra i punti vengono determinati utilizzando misurazioni GPS;
- Reti combinate: vengono utilizzati due o più metodi di misurazione tra quelli elencati sopra.

Fino agli anni '70, le reti di triangolazione erano le più comuni, poichè erano le più facili da determinare attraverso misurazioni con un teodolite. Successivamente, con l'invenzione del telemetro laser negli anni '80, fu facilitata anche la determinazione di reti per trilaterazione. Ad oggi, con l'introduzione della stazione totale che unisce le caratteristiche di teodolite e telemetro laser, vengono utilizzate tecniche combinate quale la determinazione per triangolo-trilaterazione.
In base alla tipologie di punti che la compongono, si suddivono in:
- statiche (o, passive): costituite da punti topografici, con coordinate note e materializzati sul terreno o su strutture. Il rilievo dei punti viene effettuato attraverso campagne di misurazioni tramite ricevitori GNSS posizionati temporaneamente;
- dinamiche (o, attive): costituite da stazioni permanenti con ricevitore GNSS, collegate in remoto con un centro di archiviazione e elaborazione dei dati rilevati in continuo. A causa delle continue deformazioni della crosta terrestre, i dati, sebben di poco nel breve periodo, variano da misurazione a misurazione[8].

## Determinazione
Le misurazioni per determinare la geometria della rete vengono eseguite in maniera sovradeterminata (misure in eccesso). In seguito, si procede ad un operazione di adeguamento della rete che consiste nell'applicazione di calcoli di correzione alle misurazioni effettuate allo scopo di determinare le coordinate dei vertici e di adattarle nel miglior modo possibile a tutte le misurazioni esistenti, eventualmente errate.

### Esempio semplificato
In un triangolo, se vengono misurati tutti e tre gli angoli α, β e γ, si ha una sovradeterminazione. Quest'ultima può essere espressa dalla seguente condizione:
{\displaystyle \alpha +\beta +\gamma =180^{\circ }}
Perciò se la somma risultasse di 180,1°, si può stimare che la misurazione sia peggiore rispetto a quella che si otterrebbe se la somma fosse di 180,01°.

### Bilanciamento e progettazione
Per ottenere un buon risultato, vengono apportati miglioramenti ai tre angoli misurati in modo che il risultato sia il valore atteso di 180°. Ad esempio, se la somma degli angoli misurati risultasse 180,1°, l'errore verrebbe suddiviso in tre parti uguali:
{\displaystyle \alpha =\alpha _{misurato}-0,033^{\circ }}
{\displaystyle \beta =\beta _{misurato}-0,033^{\circ }}
{\displaystyle \gamma =\gamma _{misurato}-0,033^{\circ }}
La scelta di valori correttivi da utilizzare, solitamente viene effettuata con il metodo dei minimi quadrati. Per questo esistono, due modelli di calcolo:
- Regolazione condizionale: come nell'esempio precedente, viene impostata un'equazione condizionale per ogni misura in eccesso: {\displaystyle (\alpha +v_{1})+(\beta +v_{2})+(\gamma +v_{3})=180^{\circ }}. Altre condizioni nei triangoli possono includere, ad esempio, il soddisfacimento del teorema del seno o del coseno. Il sistema di equazioni risultante viene risolto per ogni v in modo tale che anche la condizione di minimo sia soddisfatta.
- Regolazione intermedia: ogni misura effettuata viene espressa in funzione delle coordinate desiderate dei punti di rilevamento. Misurando la distanza (orizzontale) tra due punti, si ottiene:{\displaystyle (s^{2}+v_{1})=(x_{2}-x_{1})^{2}+(y_{2}-y_{1})^{2}} (si considera già che l'osservazione è ulteriormente migliorata). Di nuovo, si ottiene un sistema di equazioni (sovradeterminato), in cui le coordinate desiderate dei punti di rilevamento sono le incognite. È possibile trovare una soluzione unica per questo sistema (dopo linearizzazione) nella condizione di minimo.

Nelle reti moderne, in particolare a grande inquadramento, è auspicabile un'ottimizzazione approfondita della struttura della rete. Questa, detta progettazione della rete, mira non solo a raggiungere la massima accuratezza possibile, ma anche a garantire la completa controllabilità delle misurazioni. Inoltre rappresenta un compito impegnativo nella geodesia matematica, di cui metodi a tal fine, sono stati sviluppati dai geodeti Erik Grafarend e Fernando Sansò e si basano in parte su concetti multidimensionali di stocastica geometrica.